# ジョン・ダン
ジョン・ダン（John Donne, 1572年 - 1631年3月31日）は、イングランドの詩人、著作家、後半生はイングランド国教会の司祭。
カトリックの家の生まれで、イングランド国教会に改宗するまで宗教的迫害を経験した。優れた教養と詩の才能にもかかわらず、長く貧困の中で生き、富裕な友人たちに頼らざるを得なかった。1615年に国教会の司祭になり、1621年にセント・ポール大聖堂の首席司祭（Dean of St Paul's）に任ぜられた。そういった背景がダンの文学作品（初期の恋愛詩・風刺詩から晩年の宗教的講話に至るまで）に反映しているという意見がある。
大胆な機知と複雑な言語を駆使し、恋愛詩、宗教詩、講話を書く。形而上詩人の先駆者とされる。代表作に『蚤』、『日の出』といった唄とソネット、「死よ驕るなかれ」の一節で知られる『聖なるソネット10番』や『冠』といった宗教詩がある。T・S・エリオットらに影響を与え、ヘミングウェイ『誰がために鐘は鳴る（For Whom the Bell Tolls）』のタイトルはダンの説教の一節から取られている。

## 初期の人生

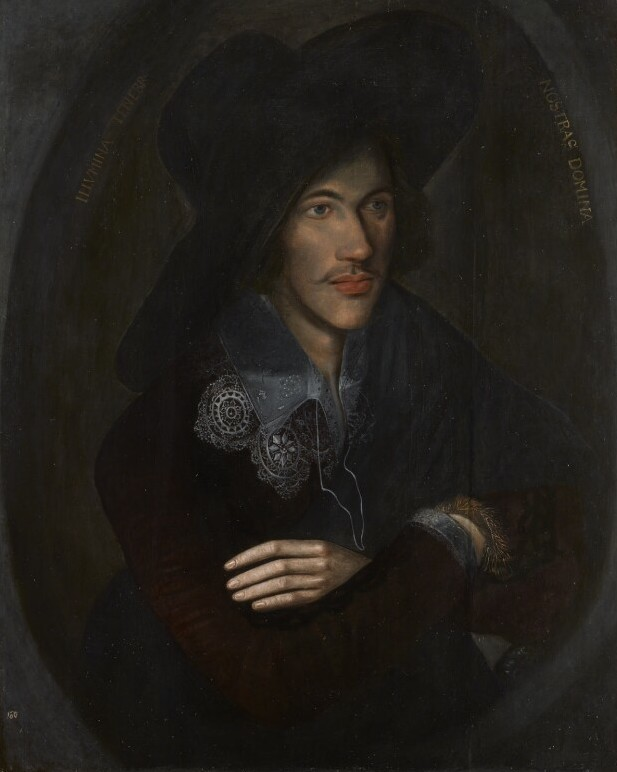
若き日のジョン・ダンの肖像

ジョン・ダンはロンドンに生まれた。時期は、1571年の末か1572年1月から6月19日の間のいつかとされる。6人いる子供の中で上から3番目だった。父親はウェールズ系で、名前は同じジョン・ダン。シティ・オブ・ロンドンで金物屋の管理人をしていて、カトリック教徒だった。その父親が1576年に亡くなり、母親エリザベス・ヘイウッドが子供たちを育てなければならなくなった。エリザベスは劇作家ジョン・ヘイウッド）の娘で、兄弟に翻訳家でイエズス会士のジャスパー・ヘイウッドがいて、やはりカトリック教徒だった。カトリックの有名な殉教者トマス・モアの妹の孫でもあった。殉教の伝統はなおもダンの近親者の間で続いていて、多くの人が宗教的理由のために追放されていた。それにもかかわらず、ダンはイエズス会の教育を受けさせられた。エリザベスは夫の死の2、3か月後に、裕福な男やもめで13人の子供を持つジョン・シミングス博士と再婚した。翌1577年、ダンの妹で母親と同名のエリザベスが亡くなり、さらに2人の姉妹メアリーとキャサリンも1581年に亡くなった。ダンは10歳になる前に、4人の肉親の死を経験したわけである。

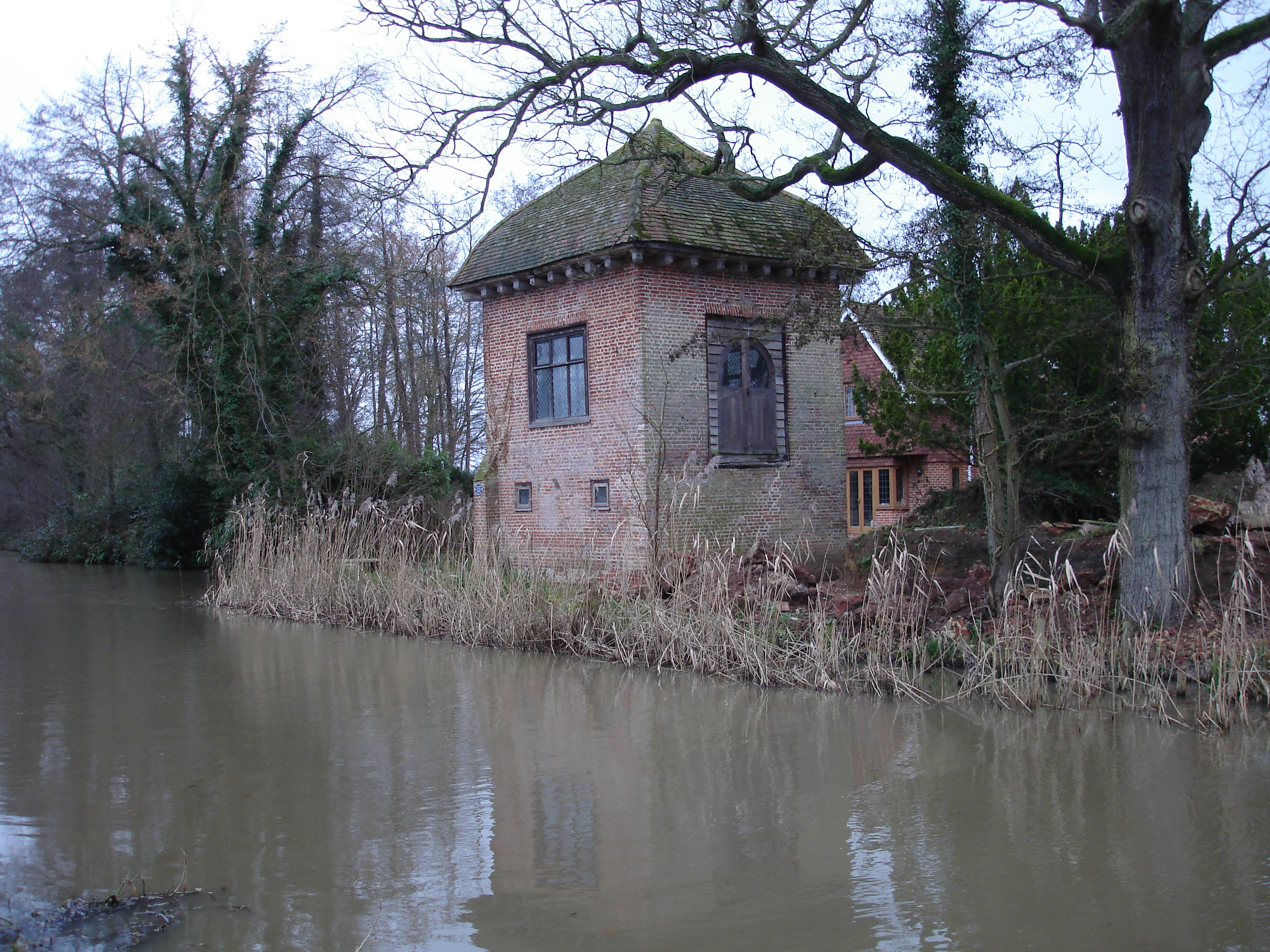
ジョン・ダンのパーフォードの家の一部

ダンは11歳でオックスフォード大学ハート・ホール（現オックスフォード大学ハートフォード・カレッジ）に入学した。そこで3年間学んだ後、ケンブリッジ大学に移り、さらに3年間学んだ。しかし、ダンは学位を得ることができなかった。理由はダンが卒業に必要な「至上権承認の宣誓」を拒否したからだと言われている。1591年、ダンはロンドンの法曹院の1つセイヴィス・インの法学院に入った。1592年には別の法曹院リンカーンズ・インの法学院に移った。1593年、弟のヘンリーがカトリックの僧侶を匿った罪で逮捕された。ヘンリーは腺ペストのため獄中で死に、ジョン・ダンはカトリック信仰に疑問を抱き始めた。
それからのダンは、在学中・卒業後、女性・文学・レクリエーション・旅に多くの時間を費やすようになった。ダンがどこに旅行したかは詳しい記録は残っていないが、わかっているのは、第2代エセックス伯ロバート・デヴァルーやサー・ウォルター・ローリーとともにカディス（1596年）ならびにアゾレス諸島（1597年）でスペイン軍と戦ったことである。この時、ダンはスペインの旗艦サン・フェリペ号が乗組員ともども沈没する現場を目撃している。1640年にダンの伝記を書いたアイザック・ウォルトンによれば、「彼は数年イングランドに戻らなかった。最初はイタリアに、それからスペインに滞在し、そこで彼はその国の政府の法と慣習を有意義に観察し、その国の言葉を完全に習得してから帰国した」ということである。
こうしてダンは25歳になるまでに外交官になれる経歴を積んだ。それから国璽尚書サー・トマス・エジャトンの第一秘書に任命され、イングランド社交界の中心ホワイトホール宮殿に近いエジャトンのロンドンの屋敷ヨーク・ハウス（York House, Strand）に住んだ。そこで4年間働いている間に、ダンはエジャトンの17歳になる姪（14歳、16歳という説もある）アン・モアと恋に落ちた。2人は1601年、エジャトンとアンの父でロンドン塔長官代理のジョージ・モアの反対に遭いながらも、ひそかに結婚した。このことでダンのこれまでのキャリアは台無しになったばかりか、2人を結婚させた司祭、結婚式の立会人を演じた男とともにフリート監獄（Fleet Prison）にしばらく投獄されてしまった。結婚が合法的と認められ釈放されたが、ウォルトンによれば、ダンは妻に宛てた手紙に、「John Donne, Anne Donne, Un-done（ジョン・ダン、アン・ダン、おしまいだ）」と書いたという。ダンが義理の父と和睦し、持参金を受け取ったのは1609年になってからだった。
釈放後、ダンはサリーのパーフォード（Pyrford）という田舎に引っ込んで生活することを余儀なくされた。それから2、3年、ダンは弁護士として貧乏暮らしをし、妻の従兄弟のサー・フランシス・ウリーの世話になった。アン・ダンはほぼ毎年のように子供を出産したので、ウリーの好意はとても気前の良いものだった。
ダンは弁護士のかたわら、トマス・モートンの小論文執筆者助手もしていたが、家族が増えるばかりで生活は常に不安定だった。アンとの間に12人の子供を儲けた（うち2人は死産）。長女コンスタンス、長男ジョン、次男ジョージ、三男フランシス、次女ルーシー（ダンの後援者で名付け親のベッドフォード伯爵夫人ルーシー Lucy Russell, Countess of Bedfordにちなんで命名された）、三女ブリジット、四女メアリー、四男ニコラス、五女マーガレット、六女エリザベスである。このうちフランシスとメアリーは10歳になる前に亡くなったが、ダンはその埋葬費を工面することができなかった。この時期ダンは大胆な自殺の弁明『ビアサナトス（Biathanatos）』を書いたが出版はされなかった。

### 初期の詩
ダンの初期の詩はイングランドの社交界に鋭い批評を向けたものだった。法体系の堕落、二流の詩人、尊大な廷臣といったエリザベス朝のよくある出来事をテーマにしたダンの風刺詩は、知的洗練さときわだったイメージ（病気、嘔吐、肥やし、ペスト）がずば抜けていた。その中でも『風刺詩III』はダンにとって大変重要なテーマ、つまり真の宗教の問題を扱っていた。ダンは、既定の伝統に盲目的に従うよりも、人の宗教的信念を慎重に検討するべきだ、なぜなら「A Harry, or a Martin taught [them] this（ハリーとかマーティンとかがそう教えた）」と言ったからといって最後の審判で救われるものは誰もいないから、と主張した。
ダンの初期の詩、とくにエレジーには、エロティックな詩が多かった。たとえば、『蚤（The Flea）』という詩では、型破りなことに、恋人たちの血を吸う蚤がセックスのメタファーに使われている。エレジー19番『To His Mistress Going to Bed（寝ている愛人に）』では詩的に恋人の服を脱がせ撫で回す行為とアメリカ州探険を、エレジー18番では恋人の息とヘレスポント（ダーダルネス海峡の古称）を対比さえた。ダンはそれらの詩を出版しなかったが、写本として広く巡回することは認めた。
当時恋愛詩が大変流行していたため、ダンが書いた情熱的な恋愛詩が妻アンに向けられたものかどうかについては異論があるものの、そうだったとしても不思議ではない。なぜならアンの結婚生活のほとんどは妊娠と育児に費やされたほど、2人の間には強い肉体の関係があったからである。しかし、そのアンは1617年8月15日、死産児（16年の結婚生活で12人目の子供）を生んだ5日後に亡くなった。その時、悲しみにうちひしがれたダンが書いたのが、17番目の「聖なるソネット」である。ダンはアンの死を深く悼み、二度と結婚はしなかった。ダンには養うべき多くの家族がいたにもかかわらず、これは当時としては大変珍しいことだった。

## キャリアと後半生
時代は戻り、結婚の1年後の1602年、ダンはブラックリー選挙区の国会議員に選出されたが、それは有給の職ではなく、ダンは家族を養うのに苦労し、金持ちの友人に頼るしかなかった。当時の同人詩の流行から、ダンはパトロンを見付けることにし、ダンの多くの詩は富裕な友人やパトロン、とくに1610年にダンの主要なパトロンになったロバート・ドルアリーのために書かれた.。ドルアリーのために、ダンは2つのアニバーサリー（年忌の詩）、『この世の解剖（An Anatomy of the World） 』（1611年）と『魂の旅について（Of the Progress of the Soul）』（1612年）を書いた。
ダンがカトリック教会から去った本当の理由は定かではないが、イングランド王ジェームズ1世と関係があったことは確かである。1610年と1611年に、ダンは2つの反カトリックの論文（論証法）、『偽殉教者（Pseudo-Martyr）』と『イグナチウス、その秘密会議（Ignatius his Conclave）』を
書いた。ジェームズ1世はこれを喜んだものの、ダンの宮廷に登用する代わりに聖職位に就くようダンに迫った。ダンは最初聖職位は価値がないと感じ、気乗りしなかったが、最終的には王の要請を受け、1615年、イングランド国教会の司祭になった。

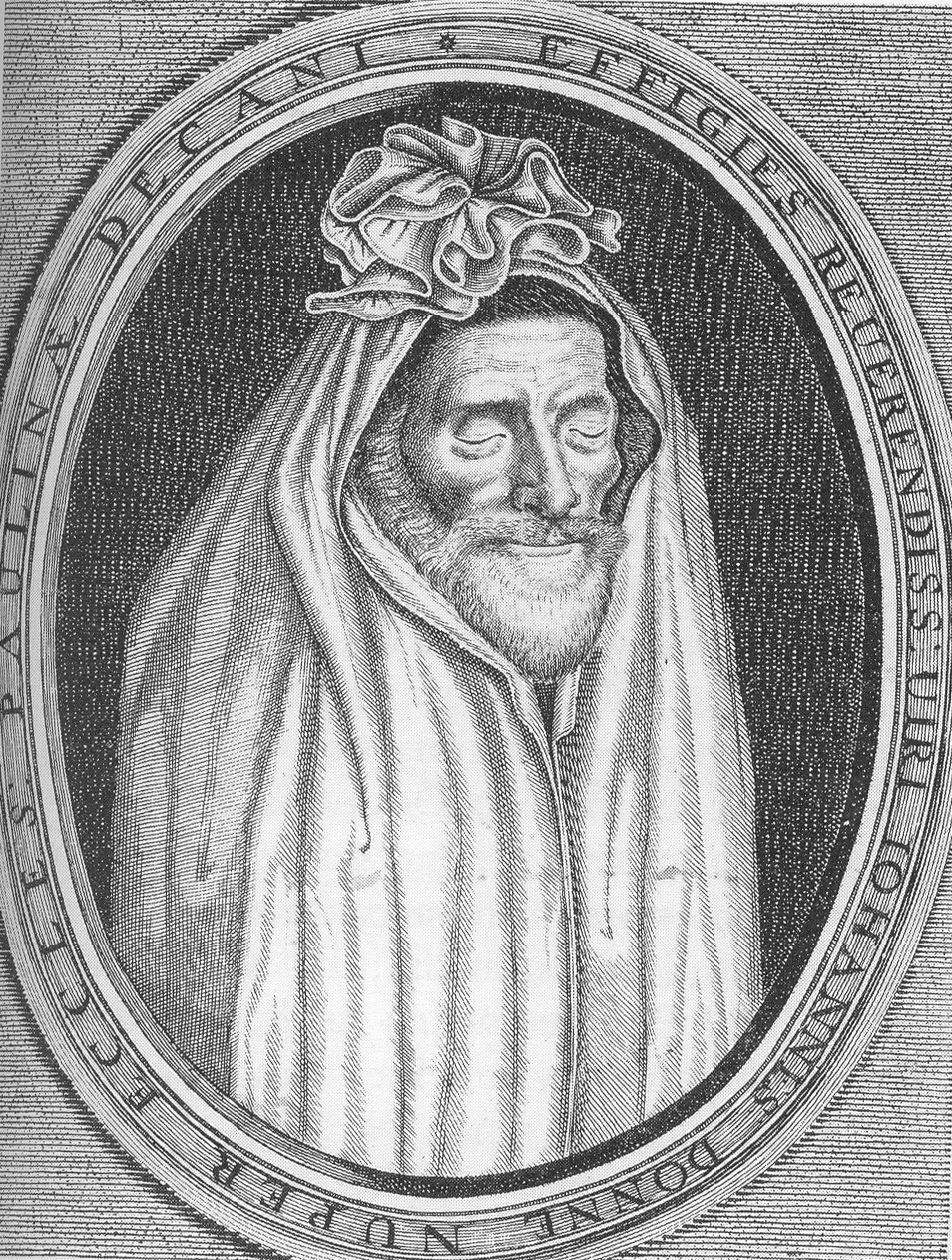
死ぬ2、3か月前、ダンは黙示の時に墓から蘇った時のために自分の肖像画を依頼した。ダンは人生のはかなさの形見として壁にこの肖像画をかけた。

1615年の暮れ、ダンは王室礼拝堂付き司祭（Ecclesiastical Household）となり、1616年にはリンカーンズ・インの法学院（Lincoln's Inn）の神学講師（Reader of Divinity）に、1618年にはケンブリッジ大学から神学博士の学位を受けた。1618年の暮れ、ダンはドンカスター子爵（James Hay, 1st Earl of Carlisle）に同行しドイツに渡り、イングランドに帰国したのは1620年のことだった。1621年、ダンはイングランド国教会の指導的（ならびに高給の）地位であるセント・ポール大聖堂の首席司祭になり、1631年に亡くなるまでその地位にいた。ダンが首席司祭をしていた間、娘のルーシーが18歳で死んだ。
1623年の11月末または12月頭、ダンは重病で死にかけた。おそらく発疹チフスか、風邪に七日熱を併発したか、そのどちらかと思われる。回復までの間、ダンは健康、痛み、病気についての一連の瞑想と祈りを書き、それは1624年に『不意に発生する事態に関する瞑想（Devotions upon Emergent Occasions）』という題名で出版された。その中の17番は、「誰がために鐘は鳴る（for whom the bell tolls）」および「なんぴとも一島嶼にてはあらず（no man is an island）」というフレーズで知られている。1624年、ダンはセント・ダンスタン・イン・ザ・ウェスト教会の教区主管者代理に、1625年にはチャールズ1世のための王室礼拝堂付き司祭になった。ダンは深い感動を与える雄弁な説教師として名声を得て、説教のうち160が今でも残っている。その中には1631年2月にホワイトホール宮殿でチャールズ1世の前で行った説教『死の決闘（Death’s Duel）』がある。1631年3月31日、ダンは亡くなったが、死因は胃ガンだったと言われている。生前出版されなかったおびただしい詩が残された。ダンはセント・ポール大聖堂に埋葬された。おそらくダンが作ったと思われるラテン語のエピグラフとともに、経帷子に包まれた記念像が作られた。この像は1666年のロンドン大火の時にも、無事焼けずに残った。

### 後期の詩
ダンの後期の詩には、たくさんの病気、経済的な貧窮、友人たちの死のすべてが、陰鬱で敬虔なトーンを与えている。その変化はダンがパトロンだったサー・ロバート・ドルアリーの娘エリザベス・ドルアリーの思い出に捧げた詩『この世の解剖』（1611年）の中にはっきりと見られる。この詩はエリザベスの死を人間の堕落と宇宙の滅亡のシンボルとして使い、その死を大きく嘆いている。
『一年で最も短い聖ルーシーの日の夜想曲（A Nocturnal upon S. Lucy's Day, being the shortest day）』という詩は、愛する者を失ったダンの絶望を歌ったものである。その中でダンは、自分は死んでいる、不在・暗闇・死から蘇る、と否定と絶望を表している。この有名な詩はおそらく1627年、友人であるベッドフォード伯爵夫人ルーシーおよび娘のルーシーの二人が死んだ時に書かれたものであろう。興味深いのは3年後の1630年、ダンが聖ルーシーの日（12月13日）に自分の遺言を書いたことである。
ダンの憂鬱なトーンが増していくことは、同じ頃からダンが書き始めた宗教的作品の中にも窺える。懐疑論的だったダンの初期の信仰はこの時期、従来聖書が教えてきた確かな信仰に変わっていた。アングリカン・コミュニオンに改宗してから、ダンはその文学活動を宗教的なものに専念させた。そしてたちまち、深く心を揺さぶる説教と宗教詩でダンは高名になった。具体的に、アーネスト・ヘミングウェイの『誰がために鐘は鳴る』やトマス・マートンの『No Man is an Island』のタイトルはそうした説教の一節から取られている。
人生の最期に向かって、ダンは死に挑む詩を書いた。それは、死んだ者は永遠に生きるために天国に送られるというダンの信仰に基づいたものである。その一例が、「死よ驕るなかれ（Death, be not proud）」の一節で知られる『聖なるソネット10番』である。1631年の四旬節の期間中、死の床にあった時でさえ、ダンは病床から起きて、『死の決闘』の説教を行い、それは後に彼自身の葬式の説教に使われた。『死の決闘』は人生を苦しみと死に向かう定めとし、神、キリスト、復活を受け入れることを通しての救済と不死の中に希望を見いだすものである。

## 作風
ジョン・ダンはまったく似たところのない2つの概念を1つに結合させる拡大したメタファー、いわゆる「形而上的奇想（Metaphysical conceit）」の達人と考えられている。その一例が『列聖加入（The Canonization）』の「聖者たち」と「恋人たち」の同一視である。エリザベス朝の他の詩、たとえば「薔薇」と「恋人」のように密接な関連のあるものを決まり文句的に対比させるペトラルカ風奇想と違って、形而上的奇想は対比されるものの間に深い溝がある（シェイクスピアのラディカルなパラドックスや内部で正反対に分裂した方法にも時々それはあるが）。ダンの奇想の最も有名なものは『別れ 嘆くのを禁じて（A Valediction: Forbidding Mourning）』という詩で、そこでは離れ離れになった2人の恋人たちとコンパスの2本の脚が対比されている。
ダンの作品はウィット（機智）にも富み、またパラドックスや駄洒落、微妙なしかし注目に値するアナロジーを含んでいる。ダンの作品は時に、とくに愛と人間の動機に関して、皮肉的である。ダンの詩に共通のテーマは、愛（とくにその人生の初期の）、死（とくに妻の死後）、そして宗教である。
ジョン・ダンの詩は古典的な形式からより個人的な詩の形式へ方向転換している。ダンの詩の韻律も特徴的で、日常会話にきわめて近い、耳障りなリズムで構築されている（そのことがより古典的な資質を持ったベン・ジョンソンに「アクセントをキープしないことでダンは絞首刑に値する」と言わしめた）。

ダンの後継者たちはダンの作品をアンビバレンスと見なす傾向にあったが、一方で新古典主義の詩人たちはダンの奇想をメタファーの誤用と見なした。コールリッジやブラウニングといったロマン主義によってダンは再評価され、20世紀初頭には反ロマン主義のT・S・エリオットもダンを評価した。
1999年にピューリッツァー賞 戯曲部門を受賞したマーガレット・エドソン『ウィット』では、ジョン・ダンの詩が話の核心になっている。

## 作品

### 詩
- Poems（1633年）
- Poems on Several Occasions（2001年）
- Love Poems（1905年）
- John Donne: Divine Poems, Sermons, Devotions and Prayers（1990年）
- The Complete English Poems（1991年）
- John Donne's Poetry（1991年）
- John Donne: The Major Works（2000年）
- The Complete Poetry and Selected Prose of John Donne（2001年）

### 日本語訳
- 『エレジー　唄とソネット』河村錠一郎訳、現代思潮社〈古典文庫〉、1970年、現代思潮新社、2007年
- 『対訳 ジョン・ダン詩集』湯浅信之編、岩波書店〈岩波文庫〉、1995年
- 『ジョン・ダン全詩集』湯浅信之訳、名古屋大学出版会、1996年、新装版2024年

### 散文
- Six Sermons（1634年）
- Fifty Sermons（1649年）
- Paradoxes, Problemes, Essayes, Characters（1652年）
- Essayes in Divinity（1651年）
- Sermons Never Before Published（1661年）
- John Donne's 1622 Gunpowder Plot Sermon（1996年）
- Devotions Upon Emergent Occasions and Death's Duel（1624年/1999年）

### 批評
- John Carey, John Donne: Life, Mind and Art, (London 1981)
- A. L. Clements (ed.) John Donne's Poetry (New York and London, 1966)
- Stevie Davies, John Donne (Northcote House, Plymouth, 1994)
- T. S. Eliot, "The Metaphysical Poets", Selected Essays, (London 1969)
- G. Hammond (ed.) The Metaphysical Poets: A Casebook, (London 1986)
- Sir Geoffrey Keynes, Bibliography of Donne, (Cambridge, 1958)
- George Klawitter, The Enigmatic Narrator: The Voicing of Same-Sex Love in the Poetry of John Donne (Peter Lang, 1994)
- Arthur F. Marotti, John Donne, Coterie Poet, (Madison:  University of Wisconsin Press, 1986)
- H. L. Meakin, John Donne's Articulations of the Feminine, (Oxford, 1999)
- Joe Nutt, John Donne: The Poems, (New York and London 1999)
- E.M. Simpson, A Study of the Prose Works of John Donne, (Oxford, 1962)
- C. L. Summers and T. L. Pebworth (eds.) The Eagle and the Dove: Reassessing John Donne (Columbia: University of Missouri Press, 1986)
- John Stachniewski, The Persecutory Imagination, (Oxford, 1991)
- James Winny, A Preface to Donne (New York, 1981)